# Srpska demokratska stranka (Bosna i Hercegovina)
Srpska demokratska stranka (SDS; srp. Српска демократска странка, skraćeno: СДС) je konzervativna stranka Srba Bosne i Hercegovine koja je osnovana u lipnju 1990., kada su osnivane ostale nacionalne stranke u BiH.
SDS je bila vodeća srpska stranka tijekom rata u BiH. Organizirala je naoružavanje bosanskohercegovačkih Srba, a mnogi su njezini dužnosnici okrivljeni i osuđeni za ratne zločine protiv nesrpskoga stanovništva tijekom rata u Bosni i Hercegovini i Hrvatskoj.

## Povijest
Prva Srpska demokratska stranka osnovana je u Hrvatskoj nakon proglašenja neovisnosti. Uskoro je osnovana i njezina sestrinska stranka u Bosni i Hercegovini 29. lipnja 1990. godine. Bila je posljednja nacionalna stranka formirana na području tadašnje SR Bosne i Hercegovine. Među prvim članovima bili su Radovan Karadžić (predsjednik), Momčilo Krajišnik i Biljana Plavšić.
U proljeće iste godine ta stranka već proglašava dijelove Bosne i Hercegovine srpskim autonomnim regijama. Godinu poslije poziva Srbe na bojkot referenduma o neovisnosti Bosne i Hercegovine radi preglasavanja u Skupštini BiH, no ne uspjeva spriječiti samostalnost te države.
Dana 9. siječnja 1992. godine SDS je proglasio paradržavnu tvorevinu takozvanu Srpsku Republiku Bosnu i Hercegovinu na teritoriju Bosne i Hercegovine, koja je potpisom Daytonskog mirovnog sporazuma postala entitet Bosne i Hercegovine. Srpska Republika Bosne i Hercegovine je već 1992. preimenovana u Republiku Srpsku, što je naziv toga eniteta i danas.
SDS, uz ostale nacionalne stranke bosanskohercegovačkih naroda, je po mišljenju mnogih povjesničara glavni krivac za rat, ubojstva i progon Bosni i Hercegovini, te genocid u Srebrenici. Glavni "arhitekt" Daytonskog mirovnog sporazuma Richard Holbrooke tražio je zabranu te stranke, jer su većina njezinih tadašnjih lidera bili okrivljeni za ratne zločine. No, tome se među ostalim, usprotivila i Stranka demokratske akcije.
Skupština SDS-a je 24. prosinca 2001. donijela odluku prema kojoj prestaje članstvo u stranci svima protiv kojih je podignuta haaška optužnica, uključujući osnivače i prvake stranke Karadžića, Krajišnika i ostale. Tadašnji predsjednik stranke Dragan Čavić je godine 2004. priznao srebrenički zločin.
Proces policijske reforme 2005. doveo je do podjela unutar stranke. Na jednoj strani našli su se umjerenjaci pod vodstvom predsjednika Čavića, te tvrdolinijaši s područja istočnog dijela bh. entiteta Republika Srpska. Članovi Glavnog odbora stranke s područja istočnog dijela bh. entiteta Republika Srpska protivili su se policijskoj reformi, posebno stvaranju policijskih distrikta na međuentitetskoj granici i prenošenju nadležnosti policije na zajedničku razinu. Proces reforme podržavala je Europska unija, kao i visoki predstavnik. Kada je, u nazočnosti predstavika EU i OHR-a, Čavić pristao na provođenje reformi u svibnju 2005., naišao je na veliku podjelu u stranci. Pregovori o reformama ipak su nastavljeni u srpnju.
Vrhunac podjele u SDS-u dogodio se u listopadu 2005., kada je Narodna skupština odbacila reforme, uz podršku predsjednika Vlade Pero Bukejlović, iz istočnog dijela bh. entiteta Republika Srpska. Ova podjela izazvala je jednu od većih političkih kriza u bh. entitetu Republika Srpska, a međunarodna zajednica prijetila je izolacijom entiteta. Međutim, nakon pregovora SDS-a i SNSD-a zajedno s predstavnicima međunarodne zajednice, Čavić je prihvatio reforme, dok su tvrdolinijaši bili udaljeni s pregovora. Odnosi Čavića i tvrdolinijaša tako su postali još zategnutiji.
Čavić je ipak uspio izolirati Bukejlovića i spriječiti tvrdolinijaše da nadjačaju umjerenjake. Prilika za nastavak ustavnih reformi posebno se ukazala kada je Partija demokratskog progresa prestala podržavati Bukejlovićevu vladu u studenome, što je istodobno otvorilo vrata koaliciji Čavića i Dodikovog SNSD-a. Štoviše, Čavićevo imenovanje Dodika predsjednikom Vlade, uz podršku bošnjačkih stranaka i PDP-a, igralo je bitnu ulogu u padu tvrdolinijaša u SDS-u.
Ugledajući se na HDZ i njezina predsjednika Sanadera Čavić je pokušao reformirati stranku, teživši da ona postane moderna stranka desnoga centra, tako što je iz stranačke vrhuške uklonio mnoge kompromitirajuće ratne članove. Nakon katastrofalnoga izbornog poraza 2006., to je propalo tako što je smijenjen, a na čelo je stranke došao relativno radikalni Mladen Bosić.
Stranka se registrirala u Osnovnom sudu u Sokocu 2. svibnja 2006. godine.
U srpnju 2011. na dužnost u SDS-u vraćeni su bivši članovi Glavnog odbora SDS-a Mirko Šarović, Milenko Stanić, Đoko Arsenović, Milovan Bjelica, Dragomir Vasić i Aco Savić. Njima je prethodno visoki predstavnik za BiH, Valentin Inzko, zabranio djelovanje zbog sumnje da pripadaju skupini koja podržava haaške optuženike.
Na općinskim izborima održanim u listopadu 2012. godine, SDS je ostvarila uspješan rezultat pobijedivši u 40 od 60 općina bh. entiteta Republika Srpska, dok je na prijašnjim izborima pobijedila u 17 općina. Predsjednik SDS-a Mladen Bosić je nakon izbora izjavio da je RS riješila nacionalno pitanje i da se okreće rješavanju gospodarsko-socijalnih pitanja.
Zajedno s čelnicima HDZ-a 1990, HDZ-a BiH i SDA, Mladen Bosić potpisao je Deklaraciju o europskim vrijednostima u Sarajevu 4. travnja 2014. Deklaraciju su potpisale narodne stranke koje teže članstvu u Europskoj pučkoj stranci i koje dijele europske vrijednosti: identitet i različitost, socijalno-tržišno gospodarstvo, pravnu državu i vladavinu prava te suradnju i međusobno poštovanje kao osnovu djelovanja stranaka.